# Třída Paluma
Třída Paluma je třída pobřežních výzkumných lodí australského námořnictva. Celkem byly postaveny čtyři jednotky této třídy. Ve službě byly od roku 1989 a všechny jednotky této třídy byly vyřazeny. Jejich hlavní základna byla HMAS Cairns v Cairns. Ve službě mají třídu nahradit oceánské hlídkové lodě třídy Arafura.

## Stavba
Třída je optimalizována pro provoz v mělkých vodách severní Austrálie a v oblasti Velkého bariérového útesu. Sesterské lodě obvykle spolupracují v párech. Celkem byly postaveny čtyři jednotky této třídy. Stavbu zajistila loděnice Eglo Engineering v Adelaide. Stavba prototypu byla zahájena 21. února 1988.
Jednotky třídy Paluma:
| Jméno                  | Spuštěna         | Vstup do služby  | Status                    |
| ---------------------- | ---------------- | ---------------- | ------------------------- |
| HMAS Paluma (A 01)     | 6. února 1989    | 18. září 1989    | vyřazena 18. září 2021.   |
| HMAS Mermaid (A 02)    | 28. září 1989    | 4. prosince 1989 | vyřazena 18. září 2021.   |
| HMAS Shepparton (A 03) | 5. prosince 1989 | 24. ledna 1990   | vyřazena 16. června 2023. |
| HMAS Benalla (A 04)    | 31. ledna 1990   | 20. března 1990  | vyřazena 16. června 2023. |

## Konstrukce

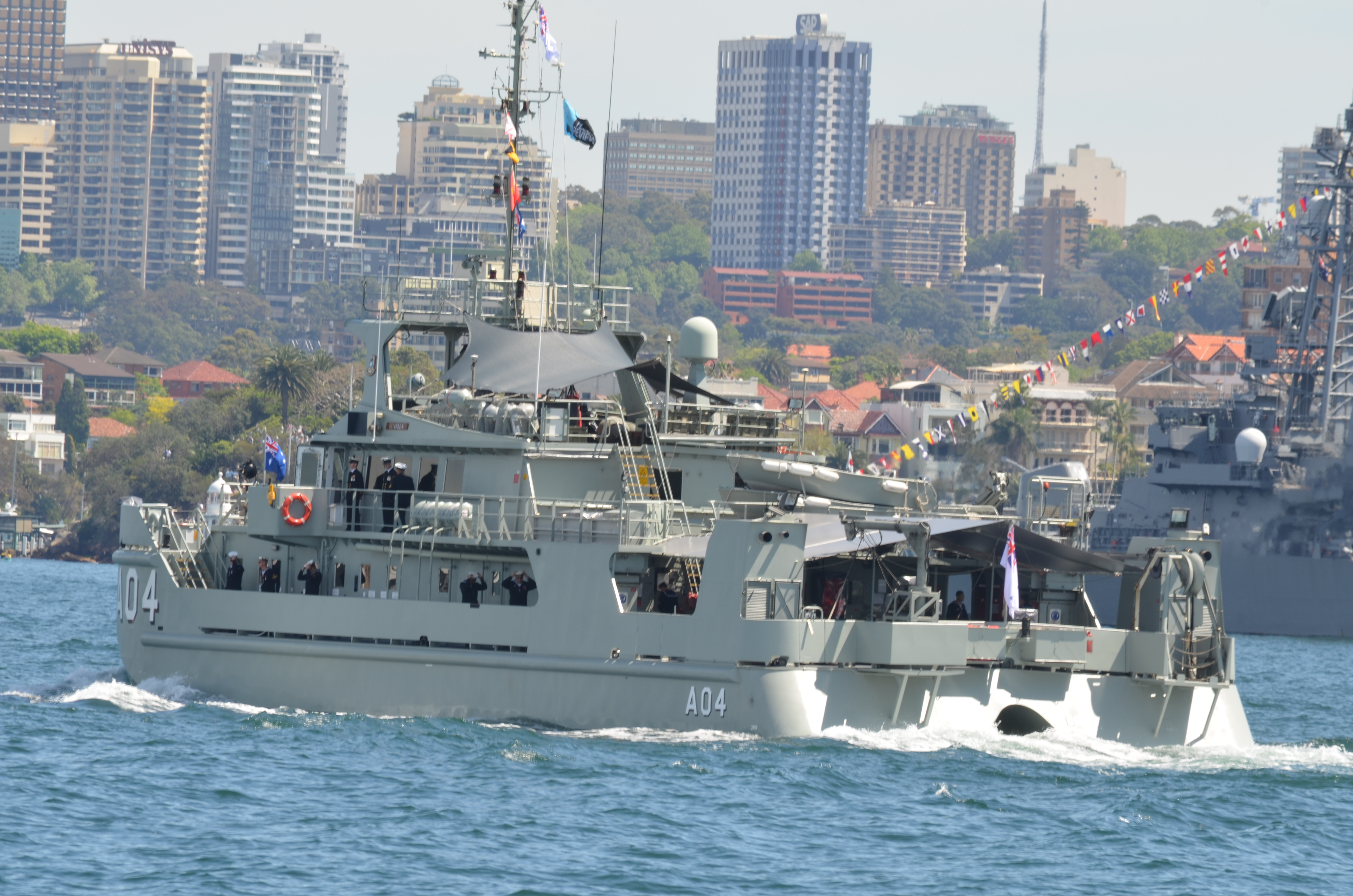
Benalla (A 04)

Pro plavidla byla zvolena koncepce katamaránu. Díky tomu mají dobrou stabilitu a nízký ponor. Jsou vybavena radarem Kelvin Hughes 1007 a 3D sonarem Thales Petrel. Pohonný systém tvoří dva diesely Detroit 12V-92TA pohánějící dva lodní šrouby. Nejvyšší rychlost dosahuje 11 uzlů. Dosah je 3600 námořních mil.